# John Joseph Abercrombie
John Joseph Abercrombie était un brigadier-général américain, né le 4 mars 1798 à Baltimore dans le Maryland et mort le 3 janvier 1877 à Roslyn dans l'État de New York.

## Jeunesse et début de carrière
Son père était John Joseph Abercrombie Sr. et sa mère Sarah DeNormandie, sa famille vivait à Nashville dans le Tennessee. Il entra à la United States Military Academy en 1818 et fut classé 37e sur 40 à sa sortie en 1822. Ses camarades de promotion furent les futur généraux de l'Union Joseph K. Mansfield, David Hunter et George A. McCall ainsi que le futur général confédéré Isaac R. Trimble.
Pour son premier poste, il fut placé en garnison à Bâton-Rouge en Louisiane où il demeura jusqu'en 1825. Il fut ensuite nommé capitaine-adjudant au 1st US Infantry Regiment au sein duquel il occupa des fonctions administratives. Il fut promu premier lieutenant en septembre 1828 et prit part à la guerre de Black Hawk contre les indiens Sauks en 1832. Il fut ensuite en garnison dans l'Illinois et dans le Wisconsin.
Il participa ensuite à la guerre séminole en tant que capitaine, il fut nommé commandant breveté pour la bravoure qu'il montra lors de la bataille du lac Okeechobee. Il fut affecté aux gardes des frontières dans le sud puis nord-ouest  tout au long des années 1830 et 1840, . Il combattit encore pendant la guerre américano-mexicaine où il se distingua lors  la bataille de Monterrey et fut promu lieutenant-colonel.
Après la guerre, il épousa Mary Patterson Engle, fille du général Robert Patterson, un riche marchand de Philadelphie. Ils eurent neuf enfants.
Il fut le fondateur en 1857 du Fort Abercrombie, dans ce qui est aujourd'hui le Dakota du Nord, choisissant et supervisant la construction de l'édifice de bois. Il en commanda la garnison jusqu'à ce qu'il fut affecté dans le Minnesota.

## Guerre de Sécession
Âgé de 63 au début du conflit, Abercrombie était l'un des officiers les plus anciens, à la fois des armées de l'Union et de celles de la Confédération. Il commandait alors le 7th US Infantry Regiment dans le Minnesota avec le grade colonel dans l'armée régulière.
Il fut promu au rang de brigadier-général dans l'armée de l'Union le 31 août 1861 et servit sous le commandement de son beau-père, Robert Patterson, dans la vallée de Shenandoah et lors de la Bataille de Hoke's Run. Il fut ensuite nommé commandant de la 2e brigade du Ier corps, laquelle faisait partie de l'armée du Potomac.
Il dirigea cette brigade pendant campagne de la Péninsule de 1862 et fut blessé au cours de la bataille de Seven Pines. Il se distingua encore lors de la bataille de Malvern Hill où il contribua grandement à repousser l'attaque des confédérés. Son unité participa ensuite à plusieurs escarmouches lors de la retraite de l'armée fédérale vers la plantation de Berkeley.
Après la fin de la campagne péninsule, il fut remplacé en tant que commandant par de plus jeunes officiers et passa l'année suivante à la défense de Washington DC et prit  la direction de divers dépôts d'approvisionnement en Virginie à partir de 1864 et pendant la campagne Overland. Il commandait les troupes qui défendaient un dépôt à Fredericksburg en Virginie contre une attaque de la Hampton's Legion en juin 1864.
Il fut nommé brigadier-général breveté au sein de l'armée régulière le 13 mars 1865 en reconnaissance de son long service   et quitta le service actif le 12 juin de cette même année   après avoir été le commandant du Fort Schuyler à New York.

## L'après guerre
Abercrombie continua de travailler pour l'armée américaine et siégea à la cour martiale pendant les 3 années.
Il décéda le 3 janvier 1877 à l'âge de 78 ans à Roslyn dans l'État New York. Il fut inhumé dans le cimetière Woodlands de Philadelphie en Pennsylvanie .